# Droga krajowa B63 (Niemcy)
Droga krajowa 63 (niem. Bundesstraße 63, B 63) – niemiecka droga krajowa przebiegająca  z północy na południe od skrzyżowania z drogą B58 na obwodnicy Drensteinfurtu do skrzyżowania z drogą B7 koło Wimbern w Nadrenii Północnej-Westfalii.